# 似鯔銀漢魚科
似鯔銀漢魚科為輻鰭魚綱銀漢魚目的其中一科。

## 分布
本鱼广泛澳洲东部之溪流域，最南可达到雪梨。

## 特征
本鱼体适度延长，侧扁；嘴小，略垂直；前主上腭之后部齿较长，于口闭合时会外露；第一背鳍起点在胸鳍末端以前，具3至6棘；第二背鳍具1棘棘6至10枚软条；臀鳍之起点在第一背鳍末端之下方，具1棘及9至12枚软条；胸鳍尖形，尾鳍开叉；无侧线，一纵列鳞具25至31枚。雌雄异形，雄鱼背鳍、臀鳍及腹鳍之前方各鳍条成丝状延长；在春夏之繁殖季节，体色会变成鲜艳之黄色。雄鱼体长可达7公分。

## 生态
本鱼栖息范围自纯海洋至纯淡水均有，通常于河口之红树林较多。为观赏性之淡水鱼，最适水温为22℃~26℃，喜好咸性而偏向略硬之水质，饵料除硬而大之人工饲料外均可。本鱼体态优雅，宜单种饲养；繁殖不太困难，成熟的亲鱼在水草中产下一个个卵并受精，卵会以附着丝著于鱼巢，产卵的数目依雌鱼之年龄及体状而异，此产卵行动会持续数周之久。卵在水温26℃，14日可孵化，刚孵化之仔鱼即可进食。

## 经济利用
作为观赏性淡水鱼。

## 分類
鯔銀漢魚科其下分3個屬，如下：

### 瓊銀漢魚屬(Kiunga)
- 巴氏瓊銀漢魚(Kiunga ballochi)
- 布氏瓊銀漢魚(Kiunga bleheri)

### 似鯔銀漢魚屬(Pseudomugil)
- 康妮似鯔銀漢魚(Pseudomugil connieae)
- 青背似鯔銀漢魚(Pseudomugil cyanodorsalis)
- 叉尾似鯔銀漢魚(Pseudomugil furcatus)
- 格氏似鯔銀漢魚(Pseudomugil gertrudae)
- 黏滑似鯔銀漢魚(Pseudomugil inconspicuus)
- 伊凡似鯔銀漢魚(Pseudomugil ivantsoffi)
- (Pseudomugil luminatus)
- 巴布亞似鯔銀漢魚(Pseudomugil majusculus)
- 蜜似鯔銀漢魚(Pseudomugil mellis)
- 新畿內亞似鯔銀漢魚(Pseudomugil novaeguineae)
- 沼棲似鯔銀漢魚(Pseudomugil paludicola)
- 帕氏似鯔銀漢魚(Pseudomugil paskai)
- 透明似鯔銀漢魚(Pseudomugil pellucidus)
- 網紋似鯔銀漢魚(Pseudomugil reticulatus)
- 似鯔銀漢魚(Pseudomugil signifer)
- 澳大利亞似鯔銀漢魚(Pseudomugil tenellus)

### 泉生銀漢魚屬(Scaturiginichthys)
- 紅鰭泉生銀漢魚(Scaturiginichthys vermeilipinnis)